# Anelosimus eximius
Anelosimus eximius is een spinnensoort in de taxonomische indeling van de kogelspinnen (Theridiidae).
Het dier behoort tot het geslacht Anelosimus. De wetenschappelijke naam van de soort werd voor het eerst geldig gepubliceerd in 1884 door Eugen von Keyserling.
Deze spin staat bekend om zijn sociaal gedrag, hetgeen kan leiden tot het fenomeen van "regenende spinnen". De dieren weven een collectief web dat een grote omvang kan bereiken. Dit heeft als gevolg dat de spinnen grotere prooien kunnen vangen dan wanneer iedere spin individueel een web zou spinnen.
De spin komt voor in tropische omgevingen in Zuid-Amerika.